# Jean-Pierre Niceron
Pour les articles homonymes, voir Niceron.
Jean-Pierre Niceron, né à Paris le 11 mars 1685 et mort le 8 juillet 1738, est un religieux, écrivain et compilateur français.

## Biographie
Après avoir achevé ses études avec succès au collège Mazarin, il entra dans la congrégation des Barnabites en août 1702, où il avait un oncle qui se chargea de le diriger dans ce nouvel état. Il professa pendant quelques années la rhétorique et les humanités dans différents collèges, et s'appliqua en même temps à l'étude des langues modernes.
Rappelé à Paris en 1716, il abandonna l'enseignement pour se livrer tout entier à l'exécution du projet qu'il avait conçu, à savoir de publier les Vies des savants depuis la renaissance des lettres. Cette entreprise immense l'occupa le reste de sa vie, qu'abrégea l'excès du travail.
Il n'avait que 53 ans lorsqu'il mourut, le 8 juillet 1738.

## Mémoires pour servir à l'histoire des hommes illustres
L'ouvrage du Père Niceron est intitulé Mémoires pour servir à l'histoire des hommes illustres, de la république des lettres, avec un catalogue raisonné de leurs ouvrages, Paris, 1727-1745, 43 vol. in-12. Le 10e volume, divisé en 2 parties qui se relient séparément, et le 20e contiennent des corrections et des additions pour les Vies déjà publiées, et les derniers volumes (à commencer au 31e) renferment chacun la table alphabétique, générale de tous les articles contenus dans les volumes précédents, table d'autant plus nécessaire que l'auteur ne s'est assujetti à aucune espèce d'ordre.
On lui a reproché avec raison d'avoir donné à sa volumineuse compilation un titre inexact, puisque la plupart des écrivains qui y ont trouvé place ne sont rien moins que des hommes illustres.
Il n'a pas su non plus conserver la proportion entre ses notices, dont l'étendue est souvent en raison inverse de leur véritable importance. Mais, malgré ces défauts, on doit convenir que l'ouvrage de Niceron est un des plus utiles qui aient été publiés en France sur l'histoire littéraire.

L'abbé Papillon n'a pas rendu à cet écrivain laborieux la justice qu'il mérite : 

« C'est, dit-il, un plagiaire qui ne se met guère en peine de nous ennuyer par des Vies que nous trouvons tous les jours sous notre main. Il est aisé de faire un in-12 à ce prix-là et de gagner les cinquante écus qu'on lui paye par quartier.» (Lettre à Leclerc, dans les Mémoires de d'Artigny, t. 5, p. 394.) »

Niceron a tiré ses matériaux des ouvrages mêmes de chaque auteur ou des biographies les plus estimées de l'Allemagne et de l'Italie. Il cite à la fin de chaque article les sources où il a puisé, ce qui facilite la vérification, et il a eu soin de donner le catalogue de toutes les productions d'un auteur, en indiquant les différentes éditions et les traductions avec une exactitude minutieuse.
Mais le plan qu'il avait adopté était trop vaste : les 43 volumes de ses Mémoires ne contiennent pas seize cents articles. Il mourut pendant l'impression du 39e. Le P. Oudin, J.-B. Michault et l'abbé Claude-Pierre Goujet publièrent les quatre derniers volumes, dans lesquels ils insérèrent plusieurs notices intéressantes. L'abbé Rives avait le projet de faire réimprimer les Mémoires de Niceron dans un meilleur ordre, avec ses propres corrections et celles de l'abbé Sepher. (Voir : la Chasse aux bibliographes p. 454.).

## Publications
Le P. Niceron a traduit de l'anglais : 
1. le Grand Fébrifuge, ou Discours où l'on fait voir que l'eau commune est le meilleur remède pour les fièvres et vraisemblablement pour la peste, Paris, 1724 ; réimprimé sous le titre de Traité de l'eau commune, ibid., 1730, 2 vol. in-12. Cet ouvrage est de John Hancocke, recteur de Sainte-Marguerite de Lothbury (1699 † 1728).
2. Les Voyages de Jean Ovington à Surate, 1724, 2 vol. in-12 ;
3. la Conversion de l’Angleterre au christianisme, in-8° ;
4. les Réponses de Woodward aux observations de Camerarius sur la géographie physique.

Barbier lui attribue le premier volume de la Bibliothèque amusante et instructive, continuée par Duport du Tertre. Enfin il a laissé en manuscrit : une Table de tous les journaux -- des Mélanges littéraires ; - une Bibliothèque volante (voir : Cinelli), - et les trois premières lettres de la Bibliothèque française, ouvrage dans lequel il se proposait de rassembler des notices sur tous les Français qui ont cultivé la littérature et les sciences avec succès.
Mémoires pour servir à l'histoire des hommes illustres dans la république des lettres. Avec un catalogue raisonné de leurs ouvrages : 
1729, tome 1, 1729, tome 2, 1729, tome 3, 1728, tome 4, 1728, tome 5, 1728, tome 6, 1729, tome 7, 1729, tome 8, 1729, tome9, 1730, tome 10, partie 1, '1732, tome 10, partie 2, 1730, tome 11, 1730, tome 12, 1730, tome 13, 1731, tome 14, 1731, tome 15, 1731, tome 16, 1732, tome 17, 1732, tome 18, 1732, tome 19, 1732, tome 20, 1733, tome 21, 1733, tome 22, 1733, tome 23, 1733, tome 24, 1734, tome 25, 1734, Tome 26, 1734, tome 27, 1734, tome 28, 1734, tome 29, 1734, tome 30, 1735, tome 31, 1735, tome 32, 1736, tome 33, 1736, tome 34, 1736, tome 35, 1736, tome 36, 1737, tome 37, 1737, tome 38, 1738, tome 39, 1739, tome 40, 1740, tome 41, 1741, tome 42, 1745, tome 43.

## Sources
- « Jean-Pierre Niceron », dans Louis-Gabriel Michaud, Biographie universelle ancienne et moderne : histoire par ordre alphabétique de la vie publique et privée de tous les hommes avec la collaboration de plus de 300 savants et littérateurs français ou étrangers, 2e édition, 1843-1865 [détail de l’édition]